# Callichroma velutinum
Callichroma velutinum é uma espécie de coleóptero da tribo Callichromatini (Cerambycinae); com distribuição apenas na América do Sul.